# Telopeptide C-terminale
In fisiologia dell'osso, il telopeptide C-terminale (conosciuto con l'acronimo CTX) è un telopeptide che può essere utilizzato come marcatore biologico nel siero per misurare il tasso del turnover osseo. 
Il CTX proveniente dalla degradazione del collagene di tipo I. Questo tipo di collagene costituisce più del 90% della matrice organica dell’osso. Se l'osso subisce un processo di rimaneggiamento, il collagene viene degradato, liberando piccoli frammenti di natura peptidica, appunto il CTX che viene quindi immesso nel circolo sanguigno. Il loro dosaggio del CTX rappresenta un utile strumento diagnostico per il monitoraggio delle terapie miranti all'inibizione del riassorbimento osseo.
Può essere utile per aiutare i clinici a determinare la risposta al trattamento chirurgico di un paziente e a valutare il rischio di sviluppare complicazioni durante la guarigione dopo un intervento chirurgico su un paziente. Il test utilizzato per rilevare il marcatore CTX si chiama CrossLaps sierico, ed è più specifico per il riassorbimento osseo rispetto a qualsiasi altro test attualmente disponibile. 